# Europees Muziekfestival voor de Jeugd
Het Europees Muziekfestival voor de Jeugd  (EMJ) is een jaarlijkse internationale muziek-ontmoeting te Neerpelt voor jongeren. De idee achter het festival is dat muziek(-beoefening) grenzen verlegt, banden smeedt en de horizon verruimt.

## Historiek
Het festival begon als een initiatief van de plaatselijke afdeling van het Davidsfonds, toen in 1953 een tiental koren elkaar ontmoetten. Het jaar daarna kwamen een tiental muziekkorpsen samen in een instrumentale ontmoeting. Stichter en bezieler was Jan Coninx, priester-leraar aan het Sint-Hubertuscollege te Neerpelt. Vanaf 1955 kreeg het festival een internationaal karakter, door de deelname van enkele Nederlandse groepen, later gevolgd door koren uit Duitsland en andere Europese landen. De laatste jaren zijn 100 ingeschreven groepen uit 20 à 25 verschillende landen geen uitzondering. Huidige voorzitter: Rutger Nuyts, vicevoorzitter Frans Ulens.
Overzicht van de voorzitters
- Lambert Vinken (1953 – 1983)
- Peter Berben (1983 – 2002)
- Jan Coninx (2002 – 2012)
- Rutger Nuyts (2012 – ...)

## Internationale Jeugd
Het festival wordt om de beurt gehouden voor koren ("vocaal") en voor instrumenten ("instrumentaal"), waarbij zowel klassieke instrumenten en ensembles als hafabra's aan bod komen. De maximumleeftijd is gesteld op 28 jaar
Jonge mensen stimuleren om (samen) muziek te beoefenen is en blijft de drijfveer en doelstelling van dit festival. Neerpelt wil immers het epicentrum zijn waar jongeren uit verschillende culturen elkaar kunnen ontmoeten en leren waarderen in de muziek.
Het festival biedt jaarlijks rond het eerste weekend van mei de gelegenheid aan jonge musici om hun talenten te tonen aan een publiek en aan een internationale vakjury. De beoordeling die men tijdens de dagelijkse proclamatie ontvangt, is een waardepeiling die door de jaren heen een stevige reputatie in Europa heeft opgebouwd.

Behalve een muziekwedstrijd voor koren en muziek-ensembles, is er nu ook een compositiewedstrijd aan toegevoegd voor de plichtwerken van de vocale edities van het festival.
Naast het muzikale aspect speelt ontmoeting en verbroedering tussen de deelnemers onderling en van de deelnemers met de lokale bevolking een grote rol. Het hartelijke en gastvrije karakter van dit festival, dat het thema "Alle Menschen werden Brüder" sinds jaren in zijn vaandel draagt, komt vooral door de grote inzet van vrijwilligers in bestuur en organisatie. 

Vele orkestleiders en koordirigenten zijn razend enthousiast over de unieke, mooie momenten die ze met hun jongerengroep in Neerpelt mochten beleven.
In het recente verleden behaalde Nederlandse ensembles uitstekende resultaten op dit festival. Zo kreeg het Hilversumse jeugdstrijkorkest Het Cuypersensemble in 2005 van de jury de 1e prijs summa cum laude. In 2007 behaalde de Jeugdharmonie Sint-Jan van Herderen - Riemst de 1e prijs summa cum Laude. De groep kreeg daarna ook nog de eer om op het laureatenconcert mee te spelen. Ook het Nederlands Jeugd Accordeon Orkest (NJAO) behaalde in 2011 de 1e prijs summa cum laude en speelde op het laureatenconcert.
Sedert enkele jaren gaat het Muziekfestival gepaard met allerlei randevenementen, zoals een openingsfeest "A Taste of Neerpelt" met sfeermuziek, lokale lekkernijen en vuurwerk en een groot aanbod aan workshops voor deelnemers. 
Neerpelt wordt tijdens het festivalweekend het epicentrum van de muziek. In het centrum van Neerpelt worden de groepen ontvangen in Piazza Festivo dat zich situeert in de fanfarezaal Dommelgalm. Hier kan je terecht voor informatie, registratie, onthaal, souvenirs, groepsfoto ...
Vlaams minister van Cultuur Joke Schauvliege heeft de Prijs van de Vlaamse Gemeenschap voor amateurkunsten uitgereikt op 27 april 2013 aan het Europees Muziekfestival voor de Jeugd (EMJ) uit Neerpelt

## Afwisselend
Zoals aangehaald wordt het festival om de beurt gehouden voor koren ("vocaal") en voor instrumenten ("instrumentaal"), waarbij zowel klassieke instrumenten en ensembles als hafabra's tot Jazz aan bod komen. In de oneven jaren in het steeds de instrumentale editie, in de even jaren de vocale editie. In 2021 was de 69ste editie vanwege de coronacrisis voornamelijk online en namen naast instrumentale ensembles ook koren deel. In 2023 volgde weer een instrumentale editie op locatie. In 2019 zaten Russische, Oekraïense en Wit-Russische jonge musici vreedzaam naast elkaar, in 2023 konden deze vanwege de oorlog niet komen. Dit terwijl het EMJ festival in het teken staat van wederzijds respect.

## Prijzen en nominaties
- 1984 Prijs voor Schone Kunsten van de provincie limburg
- 1983 Triofee Fuga, toegekend door de Unie van Belgische componisten
- 1994 - 1995 - 1996 gelauwerd als Cultureel Ambassadeur van Vlaanderen
- 1995 Prijs ISME (International Society for Music Education), Luisterend Oor
- 1996 provinciale prijs "Het Gulden Spoor"
- 1998 Egelprijs Jong CD&V Neerpelt
- 2002 Visser-Neerlandia prijs
- 2009 Prijs van de Europese Burger, uitgereikt door het Europees Parlement
- 2011 Vlaamse Cultuurprijs voor Amateurkunsten
- 2013 Prijs van de Vlaamse Gemeenschap voor amateurkunsten
- 2015 European Quality Label EFFE 2015-2016 (Europe for Festivals, Festivals for Europe)
- 2015 Limburgse Cultuurprijs 2015
- 2017 European Quality Label EFFE 2017-2018 (Europe for Festivals, Festivals for Europe)
- 2019 European Quality Label EFFE 2019-2020 (Europe for Festivals, Festivals for Europe)
- 2020-2021 European Quality Label EFFE 2020-2021 (Europe for Festivals, Festivals for Europe)
- 2022-2023 European Quality Label EFFE 2022-2023 (Europe for Festivals, Festivals for Europe)
- 2024-2025 European Quality Label EFFE 2024-2025 (Europe for Festivals, Festivals for Europe)